# 磯子
磯子（いそご）は、横浜市磯子区の北部の町名。現行行政地名は磯子一丁目から磯子八丁目。本稿では、区制施行後に旧磯子町から分離した磯子台（いそごだい）についても述べる。また、どちらも住居表示実施済み区域。

## 歴史
- 江戸時代より磯子村となり、『新編武蔵風土記稿』によると江戸日本橋から海陸ともに10里、家屋85軒とある[6][7]。石高は、天保郷帳によると326石余り[8]。
- 1870年 - 人工河川堀割川建設開始、1874年竣工。
- 1873年 - 現在の久木町に、小学真照学舎（のちの横浜市立磯子小学校）開校[9]。
- 1908年12月 - 現在の磯子1丁目に、禅馬ウォルクス（のちのバブコック日立）操業開始。
- 1912年4月13日 - 横浜市電駿河橋 - 八幡橋間開通。1925年4月20日に八幡橋 - 磯子間、1925年11月5日には磯子 - 聖天橋間が延伸開業した。
- 1927年10月1日 - 区制施行で磯子区誕生。磯子区磯子町となる。同時に鶴見区・神奈川区・中区・保土ケ谷区が発足し、市内５区となる[10]。
- 1937年10月 - 東伏見邦英伯爵 磯子別邸竣工[10]。
- 1940年9月1日 - 横浜市磯子区尋常高等小学校分教場（のちの横浜市立浜小学校）開校[11]。
- 1940年11月 - 磯子一丁目に日本発条横浜工場操業開始[12]。
- 1945年暮れ頃 - 久木町の疎開道路に、のちに浜マーケットになる店舗ができる[13]。
- 1954年10月 - 旧東伏見邦英伯爵別邸、横浜プリンスホテルとして開業[14]。
- 1963年6月26日 - 磯子町の一部が森町・南区上大岡町の一部と統合、汐見台となる。
- 1963年11月11日 - 浜小学校が磯子三丁目から現在の磯子台に移転[11]。
- 1964年5月19日 - 国鉄根岸線桜木町-磯子間開通[14]。
- 1965年1月1日 - 磯子町の北部が広地町・久木町に分離、東部が磯子一～三丁目となる[15]。
- 1967年6月10日 - 磯子区役所が磯子一丁目から浜小学校跡の磯子区総合庁舎に移転。
- 1974年10月5日 - 磯子二丁目に、図書館と地区センターが入る磯子センター開館[16]。
- 1980年9月1日 - 磯子五丁目に横浜市立山王台小学校開校[17]。
- 1983年8月8日 - 磯子町が磯子四～八丁目と磯子台になる[15]。
- 1990年5月17日 - 横浜プリンスホテル新館オープン。
- 1991年2月 - 日本発条、金沢区に移転[12]。
- 1999年4月 - バブコック日立、呉工場に生産を集約し横浜工場閉鎖。敷地の一部にはのちにショッピングセンター「マリコム磯子」が営業を開始した。
- 1999年10月5日 - 磯子区総合庁舎建替え工事完成、図書館が磯子センターから総合庁舎地下に移転。
- 2006年6月30日 - 横浜プリンスホテル閉館。
- 2007年5月14日 - 磯子一丁目に「磯子・海の見える公園」開園[18]。
- 2010年1月1日 - 磯子中央病院が森一丁目から磯子二丁目の磯子郵便局跡地に移転[19][20]

## 概要

### 磯子一 - 三丁目
国道357号と、磯子旧道に挟まれた地域。北北東から南南西にJR根岸線・磯子産業道路・国道16号が通り、北側は堀割川をはさみ原町、東側は新磯子町、南側は磯子駅付近で森に隣接する。かつては根岸湾に面し、潮干狩りのできる海水浴場もあった。浜バス停付近から磯子区総合庁舎付近にかけての国道16号と磯子産業道路の間は、道路建設や宅地造成を目的として葦名金之助が安藤庄太郎（安藤建設創業者）の援助を受け埋め立てられた。それ以前は屏風浦の崖が海岸沿いまで迫っており交通が困難であったが、1908年（明治41年）3月には金沢方面に通じる道路が開通した。この一帯は戦前から昭和30年代には花街（待合茶屋のない「二業地」）として賑わったが、売り物であった目の前の海岸で埋め立てが始まったこと、接待の場が関内のクラブに移ったことから衰退し、1968年には最大の料亭であった偕楽園も姿を消した。その跡地は、現在は商業ビル「磯子アイランド」となっている。安藤・葦名両氏の名は安藤橋・芦名橋に残るが、川は暗渠となり現在では親柱が残るのみである。前記埋立地と堀割川の間は横浜市電気局により、電車工場等の用地を目的として1925年より埋め立てられ、1929年に竣工した。用途は変更され、八幡橋警察署（現 磯子警察署）や磯子区役所が建てられたほか、一部は禅馬鉄工所に売却された。磯子二丁目より海側は1960年代に埋め立てられ新磯子町となり、現在は磯子一丁目のヨットハーバー付近が海に接するのみである。磯子一丁目にはバブコック日立と日本発条の工場があったが、前者は生産集約のため1999年に閉鎖、跡地の一部は相鉄ローゼン・ヤマダデンキ・ニトリを核店舗とするショッピングセンター「マリコム磯子」となった。後者は首都高速湾岸線建設のため金沢区福浦に移転、跡地は首都高速のほか下水処理施設が建設され、施設屋上は磯子・海の見える公園として開放されている。国道16号に面して磯子産業道路を挟み一丁目に磯子警察署、二丁目に磯子消防署がある。以前は消防署は警察署の南隣に、区役所は現在の消防署の位置にあった。国道16号西側の久木町に商店街「浜マーケット」、中浜町に横浜銀行とりそな銀行の磯子支店があり、八幡橋・浜バス停に近いこの近辺が行政・経済の中心であったが、1964年の根岸線開通後は区役所は磯子駅近くの磯子3丁目に移転した。3丁目にはミリオンボウル跡に開店したトイザらスがあるが、松坂屋ストア・ヨークマート・スズキヤの3軒のスーパーマーケットはいずれも森1丁目にある。
磯子駅を見下ろす丘の上には横浜プリンスホテルがあったが、2006年に営業を終了し解体された。跡地は東京建物による分譲マンションとなった。旧東伏見宮邦英伯爵別邸はレストランとして開業されたが、2021年9月現在、休業している。同別邸は横浜市認定歴史的建造物に認定されている。
二・三丁目の根岸線より海側の地区は土木事務所・水道局や町工場などが立ち並んでいるが、2000年代に入りマンションや葬祭式場が建設された。

### 地価
住宅地の地価は、2023年（令和5年）1月1日の公示地価によれば、磯子7-16-9の地点で16万6000円/m2、磯子台21-27の地点で22万4000円/m2となっている。

### 磯子四 - 八丁目、磯子台
丘陵地帯の住宅地であり、一戸建てが中心であるがレインボーハイツなどの大型集合住宅も建設されている。

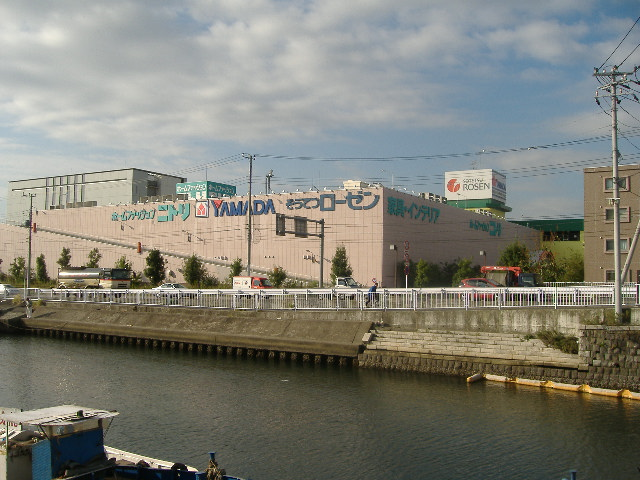
マリコム磯子（一丁目）
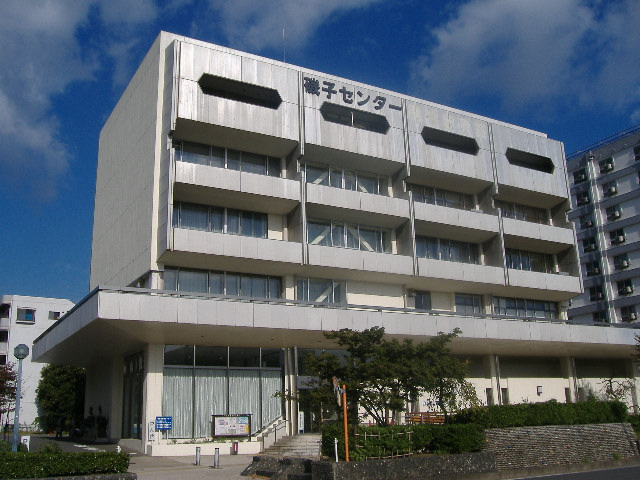
磯子センター（二丁目）
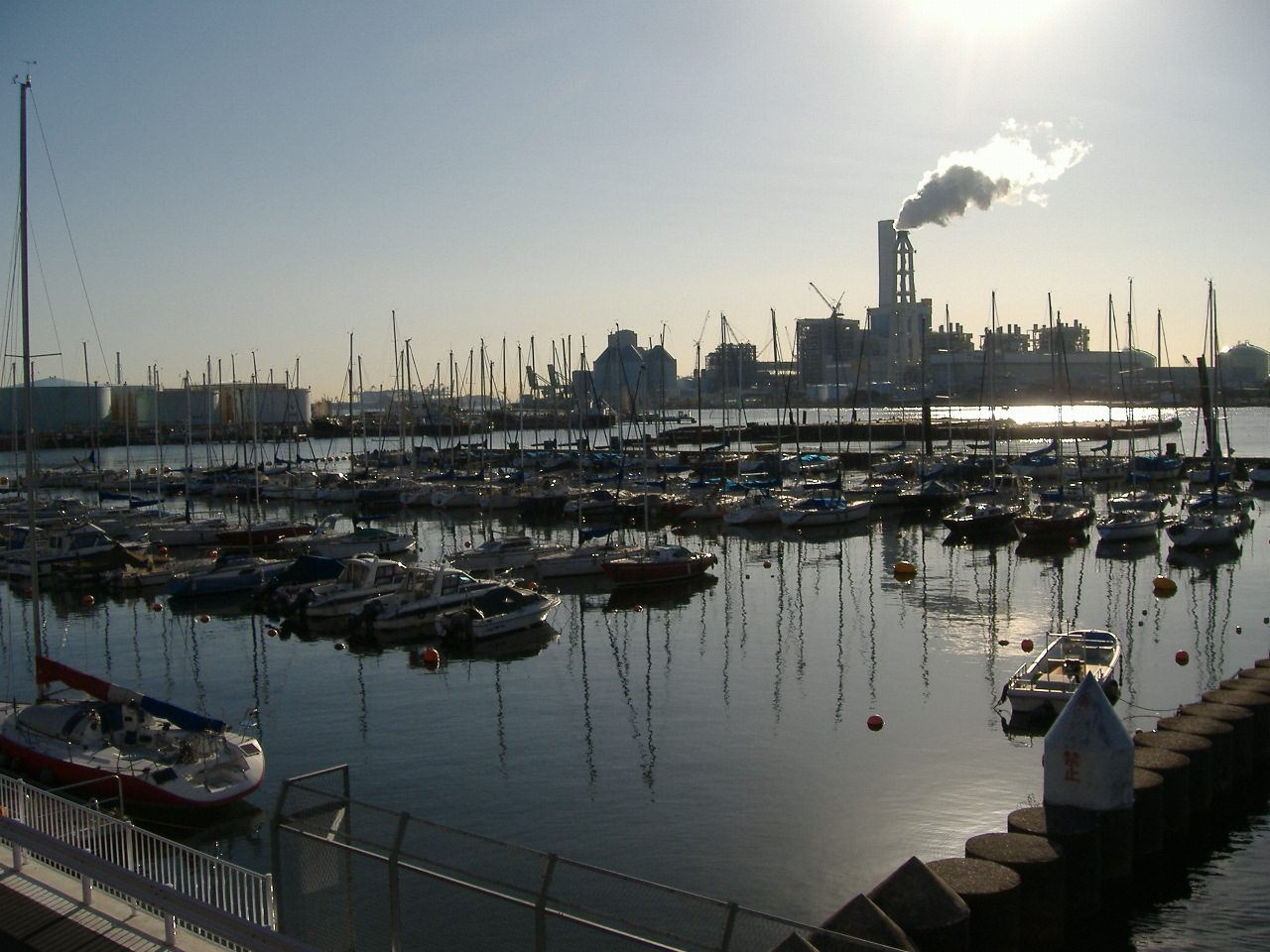
市民ヨットハーバー（一丁目）
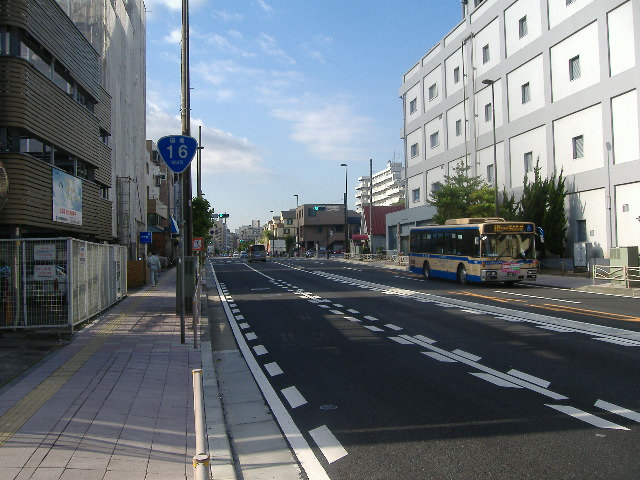
国道16号（二丁目）電線地中化と歩道のカラー化が行われている

## 世帯数と人口

### 磯子
2025年（令和7年）6月30日現在（横浜市発表）の世帯数と人口は以下の通りである。なお、一丁目は秘匿の為、省略する。
| 丁目       | 世帯数    | 人口     |
| ---------- | --------- | -------- |
| 磯子二丁目 | 2,359世帯 | 4,277人  |
| 磯子三丁目 | 2,981世帯 | 5,244人  |
| 磯子四丁目 | 439世帯   | 827人    |
| 磯子五丁目 | 584世帯   | 1,283人  |
| 磯子六丁目 | 1,050世帯 | 2,378人  |
| 磯子七丁目 | 766世帯   | 1,621人  |
| 磯子八丁目 | 530世帯   | 1,143人  |
| 計         | 8,709世帯 | 16,773人 |

#### 人口の変遷
国勢調査による人口の推移。
| 年                 | 人口   |
| ------------------ | ------ |
| 1995年（平成7年）  | 15,233 |
| 2000年（平成12年） | 15,043 |
| 2005年（平成17年） | 15,475 |
| 2010年（平成22年） | 15,879 |
| 2015年（平成27年） | 16,646 |
| 2020年（令和2年）  | 16,898 |

#### 世帯数の変遷
国勢調査による世帯数の推移。
| 年                 | 世帯数 |
| ------------------ | ------ |
| 1995年（平成7年）  | 6,010  |
| 2000年（平成12年） | 6,149  |
| 2005年（平成17年） | 6,601  |
| 2010年（平成22年） | 7,031  |
| 2015年（平成27年） | 7,645  |
| 2020年（令和2年）  | 8,118  |

### 磯子台
2025年（令和7年）6月30日現在（横浜市発表）の世帯数と人口は以下の通りである。
| 町丁   | 世帯数    | 人口    |
| ------ | --------- | ------- |
| 磯子台 | 1,365世帯 | 3,321人 |

#### 人口の変遷
国勢調査による人口の推移。
| 年                 | 人口  |
| ------------------ | ----- |
| 1995年（平成7年）  | 1,165 |
| 2000年（平成12年） | 1,325 |
| 2005年（平成17年） | 1,332 |
| 2010年（平成22年） | 1,362 |
| 2015年（平成27年） | 3,202 |
| 2020年（令和2年）  | 3,300 |

#### 世帯数の変遷
国勢調査による世帯数の推移。
| 年                 | 世帯数 |
| ------------------ | ------ |
| 1995年（平成7年）  | 405    |
| 2000年（平成12年） | 496    |
| 2005年（平成17年） | 507    |
| 2010年（平成22年） | 530    |
| 2015年（平成27年） | 1,287  |
| 2020年（令和2年）  | 1,301  |

## 学区
市立小・中学校に通う場合、学区は以下の通りとなる（2024年11月時点）。
| 丁目       | 街区・住居番号等            | 小学校               | 中学校               |
| ---------- | --------------------------- | -------------------- | -------------------- |
| 磯子一丁目 | 全域                        | 横浜市立磯子小学校   | 横浜市立根岸中学校   |
| 磯子二丁目 | 29番                        | 横浜市立磯子小学校   | 横浜市立根岸中学校   |
| 磯子二丁目 | 1〜14番 21〜23番            | 横浜市立磯子小学校   | 横浜市立岡村中学校   |
| 磯子二丁目 | 15〜20番 24〜28番           | 横浜市立浜小学校     | 横浜市立汐見台中学校 |
| 磯子三丁目 | 1〜13番                     | 横浜市立浜小学校     | 横浜市立汐見台中学校 |
| 磯子三丁目 | 14番                        | 横浜市立森東小学校   | 横浜市立森中学校     |
| 磯子四丁目 | 全域                        | 横浜市立浜小学校     | 横浜市立汐見台中学校 |
| 磯子五丁目 | 全域                        | 横浜市立山王台小学校 | 横浜市立汐見台中学校 |
| 磯子六丁目 | 全域                        | 横浜市立山王台小学校 | 横浜市立汐見台中学校 |
| 磯子七丁目 | 1〜13番 16番〜23番20号 24番 | 横浜市立山王台小学校 | 横浜市立汐見台中学校 |
| 磯子七丁目 | 14〜15番 23番21〜33号       | 横浜市立磯子小学校   | 横浜市立岡村中学校   |
| 磯子八丁目 | 全域                        | 横浜市立磯子小学校   | 横浜市立岡村中学校   |
| 磯子台     | 全域                        | 横浜市立浜小学校     | 横浜市立汐見台中学校 |

## 事業所
2021年（令和3年）現在の経済センサス調査による事業所数と従業員数は以下の通りである。
| 丁目       | 事業所数  | 従業員数 |
| ---------- | --------- | -------- |
| 磯子一丁目 | 33事業所  | 1,377人  |
| 磯子二丁目 | 132事業所 | 1,365人  |
| 磯子三丁目 | 142事業所 | 2,391人  |
| 磯子四丁目 | 14事業所  | 42人     |
| 磯子五丁目 | 8事業所   | 77人     |
| 磯子六丁目 | 24事業所  | 259人    |
| 磯子七丁目 | 22事業所  | 50人     |
| 磯子八丁目 | 10事業所  | 26人     |
| 計         | 385事業所 | 5,587人  |
|            |           |          |
| 磯子台     | 28事業所  | 114人    |

### 事業者数の変遷
経済センサスによる事業所数の推移。なお、磯子と磯子台の合算となる。
| 年                 | 事業者数 |
| ------------------ | -------- |
| 2016年（平成28年） | 366      |
| 2021年（令和3年）  | 413      |

### 従業員数の変遷
経済センサスによる従業員数の推移。なお、磯子と磯子台の合算となる。
| 年                 | 従業員数 |
| ------------------ | -------- |
| 2016年（平成28年） | 4,655    |
| 2021年（令和3年）  | 5,701    |

## 交通
磯子三丁目の南端がJR根岸線磯子駅の駅前広場に接し、磯子一丁目は根岸駅から徒歩15分ほど。国道16号は横浜駅・関内地区・根岸駅と磯子駅・杉田方面とを結ぶ横浜市営バス・京浜急行バスが比較的本数が多く、磯子産業道路・磯子旧道には磯子駅と蒔田駅前を結ぶ神奈川中央交通バスが走る。磯子五・六丁目は、汐見台・磯子駅と根岸駅・上大岡駅方面を結ぶバスが利用できる。（路線バスの詳細は磯子駅の項も参照）

## 磯子に縁のある著名人
- 美空ひばり（歌手）：磯子三丁目に旧ひばり御殿があった。
- ゴダイゴ（ポップス・バンド）：磯子三丁目にゴダイゴスタジオがあった。旧ひばり御殿が無くなってからできたが、奇しくも数十メートルしか離れていない所にあった。
- 飛鳥田一雄（横浜市長、社会党委員長）：磯子二丁目に自宅があった。

## その他

### 日本郵便
- 集配担当する郵便局と郵便番号は以下の通りである[34]。

| 町丁   | 郵便番号 | 郵便局     |
| ------ | -------- | ---------- |
| 磯子   | 235-0016 | 磯子郵便局 |
| 磯子台 | 235-0019 | 磯子郵便局 |

### 警察
町内の警察の管轄区域は以下の通りである。
| 町丁       | 番・番地等 | 警察署     | 交番・駐在所 |
| ---------- | ---------- | ---------- | ------------ |
| 磯子一丁目 | 全域       | 磯子警察署 | 磯子駅前交番 |
| 磯子二丁目 | 全域       | 磯子警察署 | 磯子駅前交番 |
| 磯子三丁目 | 全域       | 磯子警察署 | 磯子駅前交番 |
| 磯子四丁目 | 全域       | 磯子警察署 | 磯子駅前交番 |
| 磯子五丁目 | 全域       | 磯子警察署 | 磯子駅前交番 |
| 磯子六丁目 | 全域       | 磯子警察署 | 磯子駅前交番 |
| 磯子七丁目 | 全域       | 磯子警察署 | 磯子駅前交番 |
| 磯子八丁目 | 全域       | 磯子警察署 | 磯子駅前交番 |
| 磯子台     | 全域       | 磯子警察署 | 磯子駅前交番 |

### 記念碑
- 美空ひばり生誕記念碑 - 2009年5月、磯子区役所の向かい側、産業道路の歩道の一角に建立[36]。